# 鲍里斯·格雷兹洛夫
鲍里斯·维亚切斯拉沃维奇·格雷兹洛夫（俄语：Борис Вячеславович Грызлов，1950年12月15日—），俄罗斯政治人物，前国家杜马主席，俄最大党统一俄罗斯党前任党首。格雷兹洛夫是总统普京的盟友。格雷兹洛夫生于符拉迪沃斯托克，在列宁格勒（今圣彼得堡）长大，1973年在列宁格勒邦奇-布鲁耶维奇电子技术通讯学院毕业。1999年12月作为谢尔盖·库茹盖托维奇·绍伊古领导的团结运动 (俄罗斯政党)成员当选国家杜马议员，2000年1月被推选为团结运动在杜马的议员团领袖。2001年3月格雷兹洛夫获总统普京委任为内务部长，任内他以打击恐怖主义和贪污腐败为首要任务。团结运动等政党合并成中间派亲普京的统一俄罗斯党后，格雷兹洛夫在2002年11月成为该党党首。2003年12月他当选国家杜马主席，2011年卸任。現任俄羅斯駐白俄羅斯大使。